# Марк Клавдий Марцелл (середина III века до н. э.)
Марк Кла́вдий Марце́лл (лат. Marcus Claudius Marcellus) (около 290 — после 268 года до н. э.) — сын Марка Клавдия Марцелла (консула 287 года до н. э.), отец Марка Клавдия Марцелла (пятикратного консула).
Вильгельм Друманн предположил, что именно Марк Клавдий Марцелл (а не Марк Клавдий Глиция, как это принято считать) в 236 году до н. э., будучи легатом при консуле Гае Лицинии Варе, был наказан за несанкционированное заключение договора с корсами. Легат был выслан на Корсику, откуда возвратился невредимым, после чего, по различным данным, был заключен в тюрьму, изгнан или казнён.